# جيلبرتو ماسترينو
جيلبرتو ماسترينو (23 فبراير 1928 - 19 يوليو 2009) كان سياسيًا برازيليًا. شغل ماسترينو منصب حاكم ولاية أمازوناس في ثلاث مناسبات منفصلة. كانت فترة ولايته الأولى حاكمًا من عام 1959 حتى عام 1963. واستمرت ولايته الثانية من عام 1983 إلى عام 1987، بينما امتدت ولايته الثالثة كحاكم لأمازوناس من عام 1991 حتى عام 1995.
شغل ماسترينو أيضًا منصب عمدة ماناوس من 1956 حتى 1958، وعضوًا في مجلس الشيوخ البرازيلي خلال حياته السياسية.
توفي جيلبرتو مسترينهو بسرطان الرئة في مستشفى برونتوكورد في ماناوس في البرازيل في 19 يوليو 2009، عن عمر يناهز 81 عامًا. تم نقله إلى المستشفى لمدة 15 يومًا بسبب تدهور صحته.